# Первое Дунайское пароходство (Австрия)
Первое Дунайское пароходство нем. Erste Donau-Dampfschiffahrts-Gesellschaft или нем. Donaudampfschiffahrtsgesellschaft (DDSG) было основано в 1829 году правительством Австро-Венгрии для перевозки пассажиров и грузов по Дунаю.
К 1880 году пароходство стало крупнейшей в мире речной судоходной компанией, флот которой насчитывал около 200 пароходов и около 1000 грузовых барж.

## История
Английские инженеры Джон Эндрюз англ. John Andrews и Джозеф Притчард англ. Joseph Pritchard в 1830 году построили первый пароход на Дунае, названный «Франц I» в честь императора Австрийской империи Франца I-го. Проект финансировало созданное за год до этого Первое Дунайское пароходство.

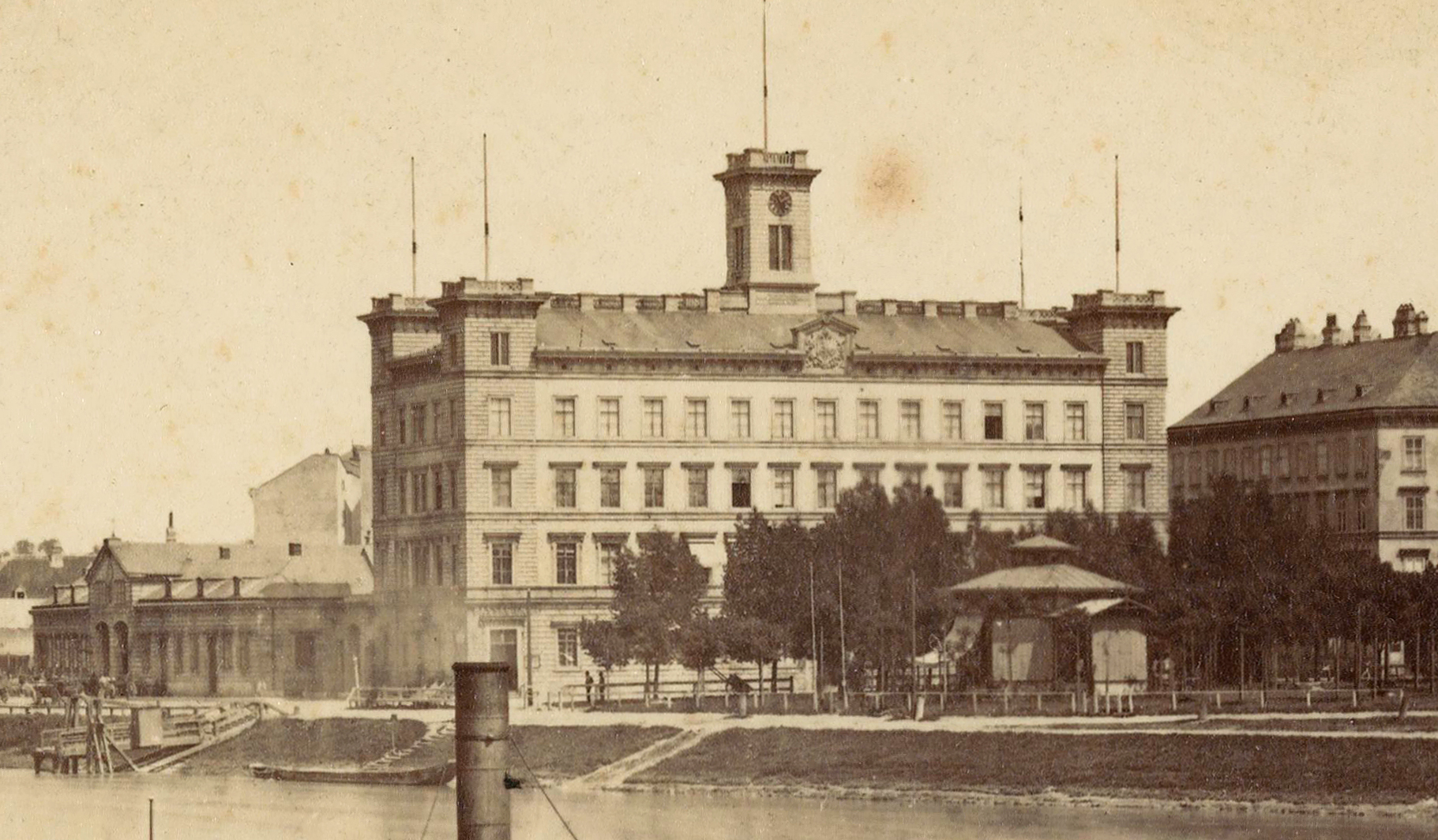
Штаб-квартира компании

Здание штаб-квартиры пароходства в Будапеште было спроектировано архитектором Карлом Шуманом.
В 1991 году компания была разделена на пассажирскую и грузовую транспортные компании. В 1993 году компания была продана частному владельцу. Сегодня нем. DDSG существует в виде двух частных компаний: нем. DDSG Blue Danube Schiffahrt GmbH (пассажирские перевозки) и нем. DDSG-Cargo GmbH (грузовые перевозки) .